# Stachys cordata
Stachys cordata är en kransblommig växtart som beskrevs av John Leonard Riddell. Stachys cordata ingår i släktet syskor, och familjen kransblommiga växter. Inga underarter finns listade i Catalogue of Life.